# Dispepsi
Dispepsi é um álbum da banda Negativland. Foi lançado em 29 de julho de 1997, pela Seeland Records, gravadora da própria banda Negativland. Ele é estruturado como uma declaração contra as principais empresas de refrigerantes e contém muitas amostras de anúncios do setor. É muito elogiado pelos críticos e muitas vezes considerado pelos fãs como um dos seus melhores álbuns.

## História
O álbum foi uma crítica às empresas altamente competitivas de refrigerantes Coca-Cola e Pepsi, que são duas grandes empresas que inundam as ondas de rádio com anúncios. O título é uma variação do inglês dispepsia, que significa indigestão. A palavra "Dispepsi" não aparece explicitamente em nenhum lugar da capa do álbum, mas está codificada em anagramas, incluindo "Pedissip" e "Ideppiss", pois a banda originalmente acreditava que seria processada por violação de direitos autorais se o título real fosse exibido. Assim que os advogados da Pepsi disseram que não tinham intenção de processar o grupo, começaram a se referir ao álbum pelo seu verdadeiro nome. Porém, na arte da capa, o verdadeiro título do álbum podia ser desembaralhado ao ler as letras vermelhas em ordem de tamanho decrescente, começando com o maior, D e terminando com o menor, I.
Incluídas notas sobre os samples:
"Todos os comerciais de refrigerantes que foram apropriados, transformados e reutilizados neste álbum tentaram invadir nossas casas sem permissão. Outras fontes reutilizadas incluem: Conversas de rádio, Mommie Dearest, tabloid TV, Pepsi e Shirlie, documentários, Bryan Ferry, The News, Ice-T, anúncios de serviço público, Asha Bhosle, MC Lyte, The Clio Awards, música tradicional birmanesa, o Caso de assassinato de OJ Simpson e fitas motivacionais de marketing feitas por executivos de publicidade. "
Um videoclipe da música "The Greatest Taste Around" mostra trechos de propagandas da Pepsi sincronizados com a música.

## Lista de faixas
1. "The Smile You Can't Hide"
2. "Drink It Up"
3. "Why is This Commercial?"
4. "Happy Hero"
5. "A Most Succesful Formula"
6. "The Greatest Taste Around"
7. "Hyper Real"
8. "All She Called About"
9. "I Believe It's L"
10. "Humanitarian Effort"
11. "Voice Inside My Head"
12. "Aluminum or Glass: The Memo"
13. "Bite Back"